# 西前町
西前町（にしまえちょう）は、神奈川県横浜市西区の町名。住居表示は未実施で、2・3丁目の字丁目が設けられている。面積は0.010km2で、区内で最も面積の小さな町である。

## 地理
西区の南部に位置する。北から西は中央、南東および西側の一部を西戸部町3丁目と接する。西区総合庁舎に近く、商店が多い。

## 世帯数と人口
2025年（令和7年）6月30日現在（横浜市発表）の世帯数と人口は以下の通りである。
| 丁目        | 世帯数 | 人口  |
| ----------- | ------ | ----- |
| 西前町2丁目 | 47世帯 | 84人  |
| 西前町3丁目 | 34世帯 | 55人  |
| 計          | 81世帯 | 139人 |

### 人口の変遷
国勢調査による人口の推移。
| 年                 | 人口 |
| ------------------ | ---- |
| 1995年（平成7年）  | 158  |
| 2000年（平成12年） | 151  |
| 2005年（平成17年） | 146  |
| 2010年（平成22年） | 142  |
| 2015年（平成27年） | 141  |
| 2020年（令和2年）  | 147  |

### 世帯数の変遷
国勢調査による世帯数の推移。
| 年                 | 世帯数 |
| ------------------ | ------ |
| 1995年（平成7年）  | 62     |
| 2000年（平成12年） | 57     |
| 2005年（平成17年） | 59     |
| 2010年（平成22年） | 74     |
| 2015年（平成27年） | 74     |
| 2020年（令和2年）  | 79     |

## 学区
市立小・中学校に通う場合、学区は以下の通りとなる（2024年11月時点）。
| 丁目        | 番・番地等 | 小学校             | 中学校           |
| ----------- | ---------- | ------------------ | ---------------- |
| 西前町2丁目 | 44〜47番地 | 横浜市立西前小学校 | 横浜市立西中学校 |
| 西前町3丁目 | 66〜69番地 | 横浜市立西前小学校 | 横浜市立西中学校 |

## 事業所
2021年現在の経済センサス調査による事業所数と従業員数は以下の通りである。
| 丁目        | 事業所数 | 従業員数 |
| ----------- | -------- | -------- |
| 西前町2丁目 | 3事業所  | 22人     |
| 西前町3丁目 | 6事業所  | 14人     |
| 計          | 9事業所  | 36人     |

### 事業者数の変遷
経済センサスによる事業所数の推移。
| 年                 | 事業者数 |
| ------------------ | -------- |
| 2016年（平成28年） | 10       |
| 2021年（令和3年）  | 9        |

### 従業員数の変遷
経済センサスによる従業員数の推移。
| 年                 | 従業員数 |
| ------------------ | -------- |
| 2016年（平成28年） | 35       |
| 2021年（令和3年）  | 36       |

## 歴史
古くは久良岐郡戸部村の一部で、1889年（明治22年）、町村制施行により久良岐郡戸太村（1895年より戸太町）大字戸部、1901年（明治34年）に横浜市に編入された。1928年（昭和3年）、中区西戸部町字西ノ前の大半および字宮ノ前・池ノ坂・西ノ原・横枕の各一部から新設、1～4丁目の字丁目が設けられた。1944年（昭和19年）4月1日中区から西区が新設された際には西区に編入された。1966年（昭和41年）5月1日に、西前町1丁目全域および2丁目の一部が中央一丁目、西前町3丁目の一部および4丁目全域が中央二丁目となる。町名は、杉山神社の西の前を表すと考えられている。

## その他

### 日本郵便
- 郵便番号：220-0052[3]（集配局：神奈川郵便局[19]）

### 警察
町内の警察の管轄区域は以下の通りである。
| 丁目        | 番・番地等 | 警察署     | 交番・駐在所 |
| ----------- | ---------- | ---------- | ------------ |
| 西前町2丁目 | 全域       | 戸部警察署 | 藤棚町交番   |
| 西前町3丁目 | 全域       | 戸部警察署 | 藤棚町交番   |